# Maria Graf
Maria Graf (* 1956 in München) ist eine  deutsche Harfenistin.

## Leben
Mit elf Jahren erlernte sie das Harfenspiel, das sie später bei Ursula Lendtrodt in München und bei Pierre Jamet in Paris studierte. 
Maria Graf sammelte erste Erfahrungen im Spiel mit Orchestern bei den Münchner Philharmonikern unter Sergiu Celibidache und als Soloharfenistin bei den Berliner Philharmonikern unter Herbert von Karajan. Sie spielte seither außerdem mit dem Symphonieorchester des Bayerischen Rundfunks und der Sächsischen Staatskapelle Dresden. Als Solistin war sie zu den Salzburger und den Berliner Festspielen wie auch bei Gidon Kremers Kammermusikfest Lockenhaus eingeladen.
Mit Partnern wie Irena Grafenauer, Gidon Kremer, Tabea Zimmermann oder Giora Feidman spielt sie in kammermusikalischer Besetzung. 
Maria Graf hatte von 1988 bis 1997 eine Professur an der Hochschule für Musik und Theater Hamburg, seit 1997 wirkt sie an der Hochschule für Musik „Hanns Eisler“ Berlin.

## CD-Aufnahmen (Auswahl)
- Johann Sebastian Bach, Sonaten 1020, -33, -31 (1988)
- Johann Friedrich Reichardt, Lieder mit Dietrich Fischer-Dieskau (1992)
- Harp Recital (1998)
- Yun I-sang, Kammermusik (2005)

## Studentinnen
- Gesine Dreyer